# Футбольная ассоциация Гренландии
Футбольная ассоциация Гренландии (гренл. Kalaallit Nunaanni Isikkamik Arsaattartut Kattuffiat) — является руководящим органом в гренландском футболе, занимается организацией мужского и женского национальных чемпионатов, сборных страны. Организация была основана в 1971 году.
Гренландия не является членом ФИФА и поэтому не может участвовать в Чемпионате мира по футболу. Также Гренландия не является членом ни одной из конфедераций. Это обусловлено тем, что Гренландия не может проводить игры на травяном покрытии, потому что территория всей страны покрыта вечной мерзлотой. Но относительно недавно ФАГ и ФИФА достигли соглашения о использовании технологии FieldTurf, что поможет сборной команде этой страны провести первый международный матч. Также именно Гренландия была выбрана местом проведения FIFI Wild Cup 2010.
Число зарегистрированных игроков примерно 4 000 при населении в 57 100.
В Гренландии местный чемпионат называют Coca-Cola GM.